# Liste der Ehrenbürger der Technischen Universität Graz
Die Liste der Ehrenbürger der Technischen Universität Graz listet alle Personen auf, die von der Technischen Universität Graz die Würde eines akademischen Ehrenbürgers verliehen bekommen haben, chronologisch sortiert nach dem Jahr der Verleihung.

## Ehrenbürger

### Technische Hochschule Graz (Verleihungen 1936 bis 1967)
- 1936: Leo Frisee
- 1949: Günther Kiesling, Kurt Tanzer
- 1952: Karl Widdmann
- 1962: Fritz Böck, Erich Kastner
- 1964: Richard Kwizda
- 1966: Josef Gortan
- 1967: Gottfried Timmerer, Karl Wallner

### Technische Universität Graz (ab 1975)
- 1977: Heinz Pammer
- 1981: Roland Amann, Norbert Kraus
- 1984: Klaus G. Saur
- 1991: Franz Allmer
- 1994: Helmut Salomon, Christian Weber
- 2004: Karl-Heinz Rüsberg
- 2009: Franz Harnoncourt-Unverzagt
- 2010: Stephan Gillich
- 2015: Klaus Riedle[1]
- 2023: Gerhard Murer[2]

### Ohne Jahresangabe
- Clyde Nelson King
- Ferdinand Wintersberger
- Hermann List